# Tonio Frasson
Tonio Frasson (* 25. November 1922 in Amriswil; † 4. Juli 2010 in Luzern) war ein Schweizer Maler.
Von 1945 bis 1946 besuchte Frasson die Kunstgewerbeschule in Zürich. Ab 1947 lebte und arbeitete er in Luzern. Im gleichen Jahr studierte er an der Académie de la Grande Chaumière in Paris. Studienreisen führten ihn nach Italien, Frankreich, Spanien, Holland, Griechenland, England und in die USA. 
Frassons Arbeiten finden ihren Ausdruck in den verschiedensten Techniken wie Öl-, Acryl- und Aquarellmalerei, Zeichnung, Holzschnitt und Siebdruck. Ein Merkmal an seinen Bildern ist ihre Dynamik.